# Yuki Kajiura
Yuki Kajiura (jap. 梶浦由記 Kajiura Yuki; ur. 6 sierpnia 1965 w Tokio, Japonia) – japońska kompozytorka i producentka. Tworzyła ścieżki dźwiękowe do wielu serii anime, takich jak .hack//Sign, Noir, Aquarian Age, Madlax, Mai-HiME, Mai-Otome, Tsubasa Chronicle, Puella Magi Madoka Magica i jednego z filmów Kimagure Orange Road (między innymi). Pomagała Toshihiko Sahashi przy Mobile Suit Gundam Seed oraz Mobile Suit Gundam Seed Destiny. Kajiura komponowała również dla gier z serii Xenosaga, a dokładniej muzykę do wstawek filmowych w Xenosaga II i całą ścieżkę dźwiękową Xenosaga III. Obecnie mieszka w Tokio.

## Życiorys
Z powodu pracy ojca mieszkała w Niemczech Zachodnich i uczęszczała tam do szkoły podstawowej i średniej.
Pierwszy utwór napisała w wieku 7 lat jako piosenkę pożegnalną dla prababki. Po ukończeniu literatury angielskiej na prywatnym uniwersytecie (Tsuda) w Tokio pracowała jako programistka, ale od 1992 zwróciła swoją karierę w stronę muzyki. Jak sama przyznaje, na tę decyzję miało wpływ zamiłowanie jej ojca do europejskiej muzyki poważnej i opery.
W lipcu 1992 zadebiutowała w żeńskim trio See-Saw. W ciągu następnych dwóch lat grupa wydała sześć singli i dwa albumy. Jednakże w 1995 tymczasowo się rozpadli. Kajiura kontynuowała karierę solo, komponując muzykę dla innych artystów, jak również jako dźwiękowiec w telewizji, reklamach, filmach, anime oraz grach.
W 2001 wraz z Chiaki Ishikawą reaktywowały See-Saw. Mniej więcej w tym samym czasie związała się ze studiem animacji Koichiego Mashimo – Bee Train, i ich pierwszym bardziej znanym projektem – Noir. Pomimo kontrowersji, jakie wywołał serial wśród widzów, krytycy ocenili pozytywnie ścieżkę dźwiękowa, nadając jej rangę przełomu w dziedzinie muzyki w anime. Uznano to za ryzykowny, acz bardzo udany mix techno, opery oraz francuskiego brzmienia.
Kajiura bardzo ceniła stopień artystycznej swobody, jaką dał jej Mashimo – reżyser serii podczas prac nad Noir, dzięki czemu ich współpraca rozszerzyła się na wiele z jego kolejnych projektów, wliczając ostatni (z 2006) Tsubasa Chronicle). Mashimo nigdy nie stawiał żadnych wyraźnych ograniczeń czy celów przed Kajiurą, pozwalając jej komponować to, na co tylko miała ochotę. Po czym po prostu brał próbki, które uważał za warte uwagi i wstawiał je gdziekolwiek mu się podobało.
W 2002 See-Saw uczestniczyło w kolejnym projekcie Mashimo, .hack//Sign, który stał się szerzej znany dzięki połączeniu rozwoju akcji z TV i gier, oraz dzięki ścieżce dźwiękowej (sprzedanej w ponad 300 000 egzemplarzy). Podczas tworzenia serii Kajiura spotkała Emily Bindiger. Będąc pod wrażeniem jej zdolności wokalnych, zaoferowała jej wykonanie ponad 10 piosenek do serii. Na Anime Expo 2003 żartobliwie stwierdziła, że Bidinger jest „jej nauczycielem angielskiego”.
Jednym z większych hitów See-Saw był temat końcowy z Mobile Suit Gundam Seed („Anna ni Issho Datta no ni”), który sprzedał się w ilości ponad 200 000 egzemplarzy, wywołując sensacje w świecie anime. Dream Field, pierwszy oryginalny album See-Saw wydany po 9 latach, odniósł również sukces w 2003, sprzedając się w ilości ponad 100 000 kopii. W tym samym roku Kajiura wydała swój pierwszy album solo, Fiction, promowała na Anime Expo 2003 w Anaheim w Kalifornii.

## Dyskografia

### Ścieżki dźwiękowe z anime
| Tytuł anime                                                   | Rok wydania |
| ------------------------------------------------------------- | ----------- |
| Kimagure Orange Road: Summer’s Beginning                      | 1996        |
| Eat-Man                                                       | 1997        |
| Noir                                                          | 2001        |
| Aquarian Age                                                  | 2002        |
| .hack//Sign                                                   | 2002        |
| .hack//Liminality                                             | 2002        |
| Le Portrait de Petit Cossette                                 | 2004        |
| Madlax                                                        | 2004        |
| My-HiME                                                       | 2004        |
| My-Otome                                                      | 2005        |
| Tsubasa Chronicle                                             | 2005        |
| Erementar Gerad                                               | 2005        |
| .hack//Roots                                                  | 2006        |
| My-Otome Zwei                                                 | 2006        |
| Shin kyūseishu densetsu hokuto no ken                         | 2007        |
| El Cazador de la Bruja                                        | 2007        |
| Tsubasa Tokyo Revelations                                     | 2007–2008   |
| Tsubasa Shunraiki                                             | 2009        |
| Pandora Hearts                                                | 2009        |
| Puella Magi Madoka Magica                                     | 2011        |
| Fate/zero                                                     | 2011–2012   |
| Sword Art Online                                              | 2012        |
| Sword Art Online II                                           | 2014        |
| Erased – Miasto, z którego zniknąłem                          | 2016        |
| Zaregoto                                                      | 2016-2017   |
| Princess Principal                                            | 2017        |
| Sword Art Online Alicization                                  | 2018        |
| Miecz zabójcy demonów – Kimetsu no Yaiba                      | 2019        |
| The Case Files of Lord El-Melloi II: Rail Zeppelin Grace Note | 2019        |

### Ścieżki dźwiękowe z gier
| Tytuł gry                                                     | Platforma     | Rok wydania | Wydawca                     |
| ------------------------------------------------------------- | ------------- | ----------- | --------------------------- |
| Double Cast ダブルキャスト (Daburukyasuto)                    | PlayStation   | 1998        | Sony Computer Entertainment |
| Meguri-aishite めぐり愛して (Meguriaishite)                   | PlayStation   | 1999        | SME                         |
| Blood: The Last Vampire                                       | PlayStation 2 | 2000        | Sony Computer Entertainment |
| Xenosaga Episode II: Jenseits von Gut und Böse (Movie scenes) | PlayStation 2 | 2004        | Namco                       |
| Xenosaga Episode III: Also sprach Zarathustra                 | PlayStation 2 | 2006        | Namco                       |

### Ścieżki dźwiękowe do filmów
| Tytuł filmu          | Rok wydania | Reżyser         |
| -------------------- | ----------- | --------------- |
| Tokyo-Kyodai         | 1995        | Ichikawa Jun    |
| RUBY FRUIT           | 1995        | Takumi Kimiduka |
| Rainbow              | 1999        | Naoto Kumazawa  |
| Boogiepop and others | 2000        | Ryu Kaneda      |
| MOON                 | 2000        | Takumi Kimiduka |

### Musicale
| Tytuł musicalu           | Rok wydania |
| ------------------------ | ----------- |
| Sakura-Wars              | 1998        |
| Fine                     | 1998        |
| FUNK-a-STEP              | 1998        |
| FUNK-a-STEP II           | 1999        |
| Christmas Juliette       | 1999-2000   |
| High-School Revolution   | 2000        |
| Christmas Juliette       | 2000        |
| Shooting-Star Lullaby    | 2001        |
| Love’s Labour’s Lost/SET | 2002        |
| Angel Gate               | 2006        |

### Albumy solowe
| Rok | Dane dot. albumu                                                           | Najwyższa pozycja |
| Rok | Dane dot. albumu                                                           | JPN (Oricon)      |
| --- | -------------------------------------------------------------------------- | ----------------- |
| 2003 | Fiction - Data wydania: 6 sierpnia 2003 - Wytwórnia: Victor Entertainment  | 49                |
| 1. „Key of the Twilight” 2. „Cynical World” 3. „Fake Wings” 4. „Fiction” 5. „Vanity” 6. „Red Rose” 7. „Canta Per Me” 8. „Zodiacal Sign” 9. „Awakening” 10. „Open Your Heart” 11. „Winter” 12. „Salva Nos” 13. „Lullaby” 14. „Echo”                                              |                                                                            |                   |
| 2011 | Fiction II - Data wydania: 30 marca 2011 - Wytwórnia: Victor Entertainment | 31                |
| 1. „in this winter” 2. „the image theme of Xenosaga II” 3. „lotus” 4. „my long forgotten cloistered sleep” 5. „I swear” 6. „forest” 7. „Sweet Song” 8. „E.G.O.” 9. „everytime you kissed me” 10. „I reach for the sun” 11. „L.A.” 12. „March” 13. „heigen” 14. „maybe tomorrow” |                                                                            |                   |

### Albumy wyprodukowane
(wokal: Saeko Chiba)
| Tytuł albumu | Rok wydania |
| ------------ | ----------- |
| melody       | 2003        |
| everything   | 2004        |

### Albumy See-Saw
(wokal: Chiaki Ishikawa)
| Rok wydania | Tytuł albumu                                                        | Źródło |
| ----------- | ------------------------------------------------------------------- | ------ |
| 1993        | I HAVE A DREAM - Data wydania: 26 września 1993                     | [ 5 ]  |
| 1994        | See-Saw - Data wydania: 26 października 1994                        | [ 6 ]  |
| 2003        | Dream Field - Data wydania: 21 lutego 2003                          | [ 7 ]  |
| 2003        | Early Best - Data wydania: 21 lutego 2003                           | [ 8 ]  |
| 2013        | Dream Field - Data wydania: 8 maja 2013                             | [ 9 ]  |
| 2020        | See-Saw Complete Best See-Saw-Scene - Data wydania: 10 czerwca 2020 | [ 10 ] |

### Inne
| Gatunek | Projekt                         | Co                                   | Rok  |
| ------- | ------------------------------- | ------------------------------------ | ---- |
| Anime   | Mobile Suit Gundam Seed         | Piosenka końcowa & ścieżka dźwiękowa | 2002 |
| Anime   | Chrono Crusade                  | Piosenka końcowa                     | 2003 |
| Gra     | .hack//QUARANTINE               | utwór Yasashii Yoake                 | 2003 |
| Anime   | Mobile Suit Gundam Seed Destiny | Piosenka końcowa & ścieżka dźwiękowa | 2004 |
| Anime   | .hack//Legend of the Twilight   | Piosenka końcowa                     | 2004 |
| Anime   | Loveless                        | Motyw przewodni                      | 2005 |
| Anime   | Shōnen Onmyōji                  | Czołówka                             | 2006 |

## Zatrudniani wokaliści
- Ami Koshimizu (小清水 亜美)
- Asuka Kato (加藤あすか) / FictionJunction ASUKA
- Aya Hisakawa (久川 綾)
- Chiaki Ishikawa (石川智晶) / See-Saw
- Deb Lyons
- Emily Bindiger
- Emily Curtis
- Eri Ito (伊東恵里)
- Fion
- Hanae Tomaru (戸丸華江)
- Houko Kuwashima (桑島法子)
- Kaori Hikita (引田香織)
- Kaori Nishikawa
- Kaori Nishina (仁科かおり/仁科薫理)
- Kaori Oda (織田かおり) / FictionJunction KAORI
- Margaret Dorn
- Marina Inoue (井上 麻里奈)
- Mika Arisaka (有坂美香)
- Mika Kikuchi (菊地美香)
- Minami Omi (南 央美)
- Noriko Ogawa (小川範子)
- Reika Okina (翁 鈴佳)
- Rie Tanaka (田中理恵)
- Saeko Chiba (千葉紗子)
- Tarako
- Tomokazu Seki (関 智一)
- Tulivu-Donna Cumberbatch
- Yui Makino (牧野由依)
- Yukana (ゆかな)
- Yuri Kasahara (笠原ゆり)
- Yuriko Kaida (貝田 由里子)
- Yuuka Nanri (南里侑香) / FictionJunction YUUKA
- Yūko Miyamura (宮村優子)

## Cechy charakterystyczne
- Miks gatunków: nie jest rzeczą zaskakującą słyszeć operowy styl z popowym brzmieniem. Dzięki ojcu Kajiury, który był fanem muzyki poważnej i jej największą inspiracją, jej ścieżki dźwiękowe posiadają równocześnie motywy popowe i pochodzące z muzyki poważnej.
- Fortepian: złożone osobiście wykonywane fortepianowe solówki.
- Tematy europejskie: niektóre jej utwory posiadają styl europejski. Niektóre są napisane po niemiecku, hiszpańsku lub włosku.
- Chorały: często można spotkać w piosenkach Kajiury chór wykonujący złowieszczą śpiewną intonacje (tak jako element pomocniczy, jak również główny wątek jej piosenek) przez niektórych określany jako ‘Kajiuran’[11]. Chorały Yamanii w piosence nowhere z MADLAXa jest tego dobrym przykładem.
- Bee Train: często komponuje dla Bee Train Productions, i pracuje z Koichim Mashimo